# Franz Karl Mertens
Pour les articles homonymes, voir Mertens.
Franz Karl Mertens, né le 3 avril 1764 à Bielefeld et mort le 19 juin 1831 à Brême, est un botaniste prussien.

## Biographie
Son père, Clamor Mertens, est d’origine noble, mais pauvre. Il étudie la théologie et les langues à l’université de Halle et obtient un poste à l’école polytechnique de Brême. Il consacre tout son temps libre à sa passion : la botanique. Grâce à un ami commun, il rencontre le botaniste Albrecht Wilhelm Roth (1757-1834) d’Oldenbourg. Les deux hommes voyagent ensemble, Mertens se consacrant à l’étude des algues.
Son fils, le botaniste Karl Heinrich Mertens (1796-1830), collecta pour l'Académie impériale des sciences de Saint-Pétersbourg de nombreuses espèces au cours de deux expéditions du navire russe, le Seniavine, (autour du monde en 1826-1829 et Islande en 1829-1830) qui ont été baptisées de son nom et qui ne doivent pas être confondues avec les taxons nommés en l'honneur de Franz Carl Mertens.